# Экономика ФИФА
Международная федерация футбола (FIFA) является одной из самых крупных общественных организаций в мире, она включает в себя 211 членов. В среднем ФИФА зарабатывает 30 миллионов евро в год.
Так как штаб-квартира ФИФА расположена в швейцарском городе Цюрих, организация руководствуется законодательством Швейцарии.

## История
| Турнир  | Доход от ТВ (в долларах США) | Доход от спонсоров (в долларах США) | Общий доход (в долларах США) |
| ------- | ---------------------------- | ----------------------------------- | ---------------------------- |
| ЧМ 1998 | 120 млн.                     | 245 млн.                            | 365 млн.                     |
| ЧМ 2002 | 1,6 млрд.                    | 810 млн.                            | 2,5 млрд.                    |
| ЧМ 2006 | 1,7 млрд.                    | 785 млн.                            | 3,2 млрд.                    |
| ЧМ 2010 | 1,1 млрд.                    | 1,1 млрд.                           | 2.4 млрд.                    |
| ЧМ 2014 | 1,7 млрд.                    | 1,4 млрд.                           | 4 млрд.                      |

21 мая 1904 года образовалась организация ФИФА. Первые двадцать пять лет ФИФА состояла из нескольких добровольцев, не имела собственной штаб-квартиры, и под её эгидой не проводились матчи. Национальные сборные платили членские взносы в размере 50 французских франков.
На чемпионате мира 1966 в Англии ФИФА впервые получила прибыль, её размер составил 12 млн фунтов. В 1970-х началась коммерциализация футбола, после чего он превратился многомиллиардную индустрию развлечений. Это произошло, когда президентом ФИФА стал Жоао Авеланж.

## Заработок
В среднем ФИФА зарабатывает 30 миллионов евро в год. Международная федерация футбола оставляет себе лишь 10 % прибыли, а остальные 90 % распределяются между федерациями, которые входят в неё. ФИФА имеет безналоговый статус. Одной из статей доходов ФИФА является сотрудничество с компанией по разработке компьютерных игр Electronic Arts по совместному производству серии игр FIFA.
От продажи телевизионных прав Европейскому вещательному союзу на трансляцию трёх чемпионатов мира в 1990-е ФИФА заработала 310 миллионов долларов США.
По итогам отчёта ФИФА в период 2007—2010 годов организация заработала 631 миллион долларов США. Расходы составили 3,558 млрд долларов, доходы — 4,189 млрд долларов. Резервный фонд составил 1,28 миллиарда долларов. В 2010 году доход ФИФА от рекламы удвоился, по сравнению с чемпионатом мира 2006, и составил 3,2 млрд долларов.
На чемпионате мира 1998 ФИФА заработала 365 миллионов долларов США. На чемпионат мира 2014 в Бразилии ФИФА потратила 2 млрд долларов США, а общий доход составил 4 млрд. долларов. При этом большую часть суммы заработка (1,7 млрд.) составили продажи телевизионных прав, а 1,4 млрд составили выплаты спонсоров (Adidas, Кока-Кола, Emirates Airline и т. д.).

## Призовые
На чемпионате мира 2010 сумма призовых составила 420 миллионов долларов США. На чемпионате мира 2014 общая сумма призовых выросла на 37 % и составила 576 миллионов долларов США. Все 32 команды участницы автоматически получили по 1,5 миллиона долларов на расходы, при том, что каждой сборной гарантировано 8 миллионов долларов. 70 миллионов долларов были выделены в качестве компенсации футбольным клубам, чьи игроки принимают участие в мундиале.

## Спонсоры и партнёры
С 1982 года официальными спонсорами и коммерческими партнёрами ФИФА были 35 компаний. У ФИФА шесть топ-спонсоров: это Adidas, Кока-Кола, авиакомпания «Emirates», Kia Motors, Sony и VISA. Также есть восемь второстепенных спонсоров — это Budweiser, Castrol, Continental AG, Johnson & Johnson, McDonald’s, Moy Park, Oi и Yingli. На чемпионате мира доход от спонсоров составил 1,4 млрд долларов США. С 2015 года по 2018 год официальным партнёром будет «Газпром».

## Коррупция
Вице-президент Африканской конфедерации футбола Фарах Аддо заявил, что во время выборов президента ФИФА ему предложили взятку взамен поддержки кандидатуры Йозефа Блаттера. Размер взятки, по словам Аддо, составил 100 тысяч долларов — из них 50 тысяч наличными, а остальная часть в виде спортивной экипировки. В 2002 году швейцарский суд завершился оправдательным приговором для Блаттера.
Выбор в качестве стран хозяек для чемпионатов мира 2018 и 2022 России и Катара также связывается[кем?] с коррупцией. В июне 2014 года ожидался выход доклада Гарсии, посвящённого этому вопросу.
ФИФА неоднократно обвинялся во взяточничестве. Британский журналист Эндрю Дженнингс указывал на то, что членам ФИФА выделяются билеты на чемпионаты мира, которые потом перепродаются. По словам Дженнингса, бывший президент КОНКАКАФ Джек Уорнер нажил своё состояние (от 10 до 20 млн долларов США) на средства, полученные от ФИФА. Эндрю Дженнингс также заявлял о высоком заработке самого Блаттера. О коррупции в ФИФА также заявляли журналисты Томас Кистнер, Йенс Седжер Андерсен, Эсекиель Фернандес Моорес и известный футболист Диего Армандо Марадона.